# Glauben, Leben, Sterben – Menschen im Dreißigjährigen Krieg
Glauben Leben Sterben – Menschen im Dreißigjährigen Krieg ist ein Fernseh-Dokudrama der Sender ARD und ORF von Stefan Ludwig aus dem Jahr 2018.

## Handlung
Der Film erzählt in Spielszenen die Lebensgeschichten von fünf historischen Protagonisten aus verschiedenen sozialen Schichten, die den Dreißigjährigen Krieg miterlebt haben. Dabei benutzt er einen filmischen Kunstgriff: Die Protagonisten sprechen direkt in die Kamera und werden von einer Reporterstimme aus dem Off (gesprochen von Adele Neuhauser) interviewt.
Die Geschichten der Täter, der Opfer und der Profiteure des Krieges werden im Film verwoben: Der Jesuitenprediger Jeremias Drexel rechtfertigt den Krieg theologisch, stellt ihn aber gegen Ende in Frage. Der Bankier Hans de Witte, selbst Calvinist, finanziert Feldzüge des katholischen Heerführers Wallenstein. Der Söldner Peter Hagendorf kämpft in mehreren Feldzügen für wechselnde Kriegsherren. Die protestantische österreichische Bäuerin Martha Küzinger verliert ihren Mann in einem Bauernaufstand und lebt ihren Glauben trotz einer gewaltsamen Rekatholisierung im Geheimen weiter. Auch die Augustinernonne Klara Staiger trotzt dem Krieg, indem sie ihr zerstörtes Kloster wieder aufbaut.
Auf der dokumentarischen Ebene reflektieren Experten wie der Politikwissenschaftler Herfried Münkler und der Historiker Christoph Kampmann über die Aktualität der historischen Ereignisse. Es geht um die Frage, ob der Dreißigjährige Krieg als „letzter Religionskrieg Europas“ mit den aktuellen Krisen im Nahen Osten vergleichbar sei, insbesondere mit dem syrischen Bürgerkrieg – und ob es eine Art Westfälischen Frieden für den Nahen Osten geben könne.

## Produktion
Glauben, Leben Sterben – Menschen im Dreißigjährigen Krieg ist eine Koproduktion der Religionsredaktionen der ARD-Sender BR, MDR und SWR sowie des ORF. Die Erstausstrahlung fand am 25. Juni 2018 in der ARD als 90-Minuten-Fassung statt, während die anderen Sender den Film in zwei Teilen (Glaubenskampf und Weltenbrand) zeigten.

## Rezeption
Deutsche Tageszeitungen thematisierten den ungewöhnlichen Erzählansatz und die aktuellen Bezüge des Films.

„‚Glauben, Leben, Sterben‘ […] erzählt davon, dass die Menschen es tatsächlich nicht ahnten, sondern hineingerieten, immer tiefer. Auch erzählt sie davon, dass die Ähnlichkeiten zu heutigen Kriegsgebieten weder im Großen noch im Kleinen an den Haaren herbeigezogen sind: Nicht nur ist das Leid der Menschen sich immer ähnlich, auch die Strukturen gleichen sich.“

„Die als Spielszenen einfließenden Mikroperspektiven machen den Film lebendig. Flankiert von Forschungsergebnissen des Anthropologen Andreas Lutz entsteht so ein vieldimensionales Bild des alles zermalmenden Dauerkrieges, den seine Verursacher stets für gerecht, notwendig und alternativlos erklärten. Das war damals nicht anders als heute, überhaupt gleichen sich die Argumentationslinien erschütternd.“

„Aus dem akribischen, das gesamte Alltagsleben der Zeit einfangenden Tagebuch der Augustinernonne Klara Staiger oder den trockenen, protokollhaften Aufzeichnungen des Berufs-Söldners Peter Hagendorf hat Regisseur Stefan Ludwig eine Fülle an denkwürdigen Situationen und Details extrahiert, die – im Zusammenspiel mit der Expertenbegleitung – den Film nicht nur für historisch Interessierte unbedingt sehenswert machen.“